# 번역 프로젝트
번역 프로젝트(Translation project)는 번역 활동을 다루는 프로젝트이다.
기술적인 관점에서 볼 때 번역 프로젝트는 번역 프로세스의 프로젝트 관리와 밀접한 관련이 있다. 그러나 문화 간 관점에서 볼 때 번역 프로젝트는 훨씬 더 복잡하다. 예를 들어, 이는 성경 번역이나 기타 문학 번역 프로젝트를 고려할 때 분명해진다.
앙투안 베르만과 같은 번역 학자들은 모든 번역가가 자신의 번역 프로젝트를 개발하고 이를 고수하며 나중에 번역 비평을 개발해야 한다는 견해를 옹호한다. 모든 번역가는 자신의 번역 프로젝트에만 충실할 수 있다.
PMP 연구자 맨디 샤(Mandy Sha)는 팀 접근 방식이 권장되는 설문조사 번역의 경우 번역 언어를 구사하지 못하는 프로젝트 매니저와 연구자가 연구 목표와 이면의 의도를 잘 알고 있기 때문에 번역 개선에 여전히 중요한 역할을 한다고 주장한다.

## 같이 보기
- 번역
- 번역 연구